# Oxypetalum pilosum
Oxypetalum pilosum är en oleanderväxtart som beskrevs av Gardn.. Oxypetalum pilosum ingår i släktet Oxypetalum och familjen oleanderväxter. Inga underarter finns listade i Catalogue of Life.